# Chloe Tryon
Chloe-Lesleigh Tryon (* 25. Januar 1994 in Durban, Südafrika) ist eine südafrikanische Cricketspielerin, die seit 2010 für die südafrikanische Nationalmannschaft spielt.

## Aktive Karriere
Tyron gab ihr Debüt beim ICC Women’s World Twenty20 2010 in den West Indies gegen den Gastgeber und konnte dabei 2 Wickets für 28 Runs erzielen. Ihr erstes WODI absolvierte sie im Oktober 2011 gegen England. Beim ICC Women’s World Twenty20 2014 war sie Bestandteil des Teams und konnte unter anderem im Halbfinale bei der Niederlage gegen England 40 Runs erzielen. Im November 2014 erreichte sie bei der WODI-Serie in Indien im ersten Spiel ein Fifty über 50 Runs und verpasste dieses knapp mit 49* Runs im zweiten. Bei der Tour gab sie auch ihr Debüt im WTest-Cricket.
Beim ICC Women’s World Twenty20 2016 spielte sie drei Spiele. Im August 2016 bei der Tour in Irland konnte sie zwei Half-Centuries über 92 und 52 Runs in der WODI-Serie erreichen. Im Februar 2017 spielte sie beim Women’s Cricket World Cup Qualifier 2017 und erzielte gegen Pakistan ein Fifty über 79 Runs erzielen und wurde als Spielerin des Spiels ausgezeichnet. In der Vorbereitung zur Weltmeisterschaft konnte sie in einem Vier-Nationen-Turnier gegen Indien 77* Runs erzielen und wurde als Spielerin des Spiels ausgezeichnet. Beim Women’s Cricket World Cup 2017 gelang ihr unter anderem gegen den Gastgeber England ein Half-Century über 54 Runs.
Im Mai 2018 bei der Tour gegen Bangladesch erreichte sie zwei (65 und 60 Runs) Fifties und wurde für beide Spiele als Spielerin des Spiels ausgezeichnet. Sie war auch Bestandteil des Teams beim ICC Women’s World Twenty20 2018 und dem ICC Women’s T20 World Cup 2020. Beim Women’s Cricket World Cup 2022 war ihre beste Leistung 2 Wickets für 44 Runs gegen Australien. Bei den Commonwealth Games 2022 gelangen ihr unter anderem gegen Neuseeland 39 Runs. In der Vorbereitung für die nächste Weltmeisterschaft erzielte sie im Finale eines heimischen Drei-Nationen-Turniers gegen Indien ein Fifty über 57* Runs und wurde als Spielerin des Spiels ausgezeichnet. Beim ICC Women’s T20 World Cup 2023 konnte sie unter anderem in der Vorrunde 40 Runs gegen Neuseeland erreichen und wurde dafür als Spielerin des Spiels ausgezeichnet. Mit dem Team konnte sie dann ins Finale einziehen.